# Вагнер Лав
Вагнер Лав (порт. Vágner Love; Рио де Жанеиро, 11. јун 1984) је бразилски фудбалер који игра у нападу.

## Каријера
Вагнер Лав је нападач кога је „Ворлд сокер магазин” описао као „покретљивог играча који поседује њух, свест и моћан шут”.
Друго име Лав (Љубав) добио је док је играо за Палмеирас јер је био познат по свом плејбојском начину живота.
Током два периода, Вагнер Лав је постигао 117 голова у 241 званичној утакмици у осам сезона у ЦСКА Москви. Освојио је 14 одличја у руској престоници, постигао је гол у њиховој победи у финалу Купа УЕФА 2005. године и постао најмлађи играч који је постигао гол у финалу Купа УЕФА.
Вагнер Лав постигао је четири гола у 20 утакмица за репрезентацију Бразила, освојивши Копа Америка 2004. и 2007. године.